# Безіменне (Баштанський район)
Безіме́нне — село в Україні, у Снігурівській міській громаді Баштанського району Миколаївської області. Населення становить 179 осіб.

## Населення

### Мова
Розподіл населення за рідною мовою за даними перепису 2001 року:
| Мова       | Кількість | Відсоток |
| ---------- | --------- | -------- |
| українська | 177       | 98.88%   |
| російська  | 2         | 1.12%    |
| Усього     | 179       | 100%     |